# گوکچه‌آلان (صندوق‌لی)
گوکچه‌آلان (به ترکی استانبولی: Gökçealan) یک منطقهٔ مسکونی در ترکیه است که در صندوق‌لی واقع شده‌است.